# Вовчоярівська селищна рада
| Вовчоярівська селищна рада — орган місцевого самоврядування у Попаснянському районі Луганської області з адміністративним центром у смт Вовчоярівка. Історична дата утворення: в 1938 році. Водоймища на території, підпорядкованій даній раді: річка Біленька. Селищній раді підпорядковані населені пункти: - смт Вовчоярівка |

## Склад ради
Рада складається з 16 депутатів та голови.

### Керівний склад ради
| ПІБ                           | Основні відомості                                                                 | Дата обрання | Дата звільнення |
| ----------------------------- | --------------------------------------------------------------------------------- | ------------ | --------------- |
| Сотніков Максим Олегович      | Селищний голова, 1987 року народження, освіта, член Соціалістичної партії України | 26.03.2006   | 01.11.2007      |
| Іваницька Ірина Володимирівна | Селищний голова, 1968 року народження, освіта, член Партії регіонів               | 20.03.2008   | 31.10.2010      |
| Іваніцька Ірина Вододимирівна | Селищний голова, 1968 року народження, освіта вища, член Партії регіонів          | 31.10.2010   |                 |

Примітка: таблиця складена за даними джерела